# Samsung Galaxy A7 (2015)
Samsung Galaxy A7 (thường được viết là Samsung GALAXY A7) là một chiếc phalet chạy hệ điều hành Android được sản xuất bởi Samsung Electronics và ra mắt vào tháng 2 năm 2015. Samsung Galaxy A7 (2016) là dòng sản phẩm kế nhiệm của chiếc Samsung Galaxy A7 (2015).
Điện thoại Samsung Galaxy A7 không được bán tại Hoa Kỳ.
Samsung Galaxy A7 nhận được bản cập nhật hệ điều hành Android Marshmallow vào ngày 25 tháng 7.

## Lịch sử
Samsung Galaxy A7 ra mắt lần đầu tiên vào tháng 1 năm 2015. Đây là một trong những dòng điện thoại kế nhiệm của dòng sản phẩm Samsung Galaxy Alpha. Nó được phát hành cùng với hai chiếc điện thoại A3 và A5. Hệ điều hành gốc được cài đặt trên chiếc điện thoại này là Android 4.4.4 Kitkat, có thể nâng cấp lên Android 5.0.2 Lollipop và Android 6.0.1 Marshmallow. Đây là phiên bản cao cấp của dòng Galaxy A. Sản phẩm kế nhiệm của nó là Samsung Galaxy A7 (2016).

## Các tính năng
- Camera sau: 13 MP
- Camera trước: 5 MP
- Bộ nhớ: 2 GB RAM
- Dung lượng lưu trữ: 16 GB
- Pin: Li-Ion 2600 mAh không tháo rời
- Kích thước mà hình: 5.5 inch
- Hệ điều hành: Android 4.4.4 KitKat (có thể nâng cấp lên tới 6.0.1. Marshmallow)
- Khối lượng: 141 g
- Màn hình cảm ứng điện dung Super AMOLED
- CPU: Chip Cortex-A53 1.5 GHz 4 nhân và & Chip Cortex-A53 1.0 GHz 4 nhân (Bản có LTE/3G 2 sim) / Cortex-A15 1.8 GHz 4 nhân & Chip Cortex-A7 1.3 GHz 4 nhân (bản LTE)
- Chipset: Qualcomm MSM8939 Snapdragon 615 (phiên bản LTE/3G hai SIM) / Exynos 5 Octa 5430 (bản LTE)
- GPU: Adreno 405, Mali-T628 MP6
- WLAN: Wi-Fi 802.11 a/b/g/n, băng tần đôi, điểm phát sóng di động
- Bluetooth: v4.0, A2DP, EDR, LE
- GPS: A-GPS, GLONASS/ BDS (tuỳ thị trường)
- USB: microUSB v2.0,OTG
- Cảm biến: Máy đo gia tốc, cảm biến tiệm cận, la bàn, cảm biến ánh sáng

### Thiết kế
Samsung Galaxy A7 (2015) có thiết kế nguyên khối bao quanh là khung nhôm kim loại được cắt vất kim cương ở cả hai mặt. Không chỉ khung máy được cắt vát mà Samsung đã tỉ mỉ hơn rất nhiều khi cả các chi tiết nhỏ như nút home, phím volume, phím nguồn, cụm camera cũng được cắt vát kim cương.
Mặt lưng của Samsung Galaxy A7 2015 được Samsung sơn phủ một lớp vỏ nhám lên thay vì sử dụng mặt kính kim loại thông thường. Mặt lưng của máy được thiết kế dạng hơi cong, giúp bạn cầm nắm chiéc máy một cách ôm tay và thoải mái hơn và người dùng cũng dễ dàng cầm máy lên hơn khi để ở những vị trí như mặt bàn, mặt kính.

### Màn hình
Galaxy A7 2015 được trang bị màn hình Super AMOLED kích thước 5,5 inch, độ phân giải Full HD và mật độ điểm ảnh đạt 401 ppi. Samsung sử dụng tấm nền Super AMOLED. Màn hình được trang bị lớp kính cường lực Gorilla Glass thế hệ thứ 4. 

### Bộ vi xử lý
Có 2 phiên bản Galaxy A7 được tồn tại trên thị trường: bản dùng Snapdragon 615 và Exynos 5430. Cả hai chip này đều có 8 nhân xử lý và đều là những chip rất mạnh mẽ: Snapdragon 615 có xung nhịp thấp hơn nhưng được lợi thế là dùng kiến trúc mới: 4 nhân Cortex A53 1.7 GHz và 4 nhân Cortex A53 1 GHz còn Exynos 5430 lại có xung cao hơn: 4 nhân Cortex A15 1.8 GHz và 4 nhân Cortex A7 1.3 GHz. Tuy nhiên, cần lưu ý rằng bản sử dụng chip Snapdragon hỗ trợ 2 SIM, tức nếu chấp chận chỉ xài 16GB bộ nhớ trong thì người dùng phải từ bỏ khe cắm thẻ nhớ microSD để đổi lấy khe SIM thứ 2 còn bản Exynos không hỗ trợ điều đó. Bù lại, bản Exynos có NFC còn Snapdragon lại không.